# Objedinjonnaja soedostroitelnaja korporatsia
Objedinjonnaja soedostroitelnaja korporatsia (Russisch: Объединённая судостроительная корпорация; "Verenigd Scheepsbouwbedrijf"), afgekort OSK en internationaal handelend onder de merknaam United Shipbuilding Corporation, is een Russische staatsbedrijf dat actief is in de scheepsbouw en het onderhoud van schepen.

## Activiteiten
De onderneming heeft zo’n 50 productielocaties waaronder scheepswerven voor nieuwbouw en reparaties en ontwerpbureaus. Het is de grootste werf van het land met ongeveer driekwart van de Russische scheepsbouwcapaciteit onder beheer.
De activiteiten zijn verdeeld over drie regio’s, namelijk:
- de werven in het westen van Rusland, rond de Oostzee en de Finse Golf, met het hoofdkantoor in Sint-Petersburg,
- in het noorden met het hoofdkantoor in Severodvinsk en tot slot het
- Verre Oosten waarbij de activiteiten zijn geconcentreerd in Vladivostok.

De OSK werd in 2007 opgericht om alle kennis, zowel voor civiele als militaire toepassingen, binnen een bedrijf te concentreren en een efficiënter gebruik van de capaciteit te bewerkstelligen waardoor ook minder kapitaal noodzakelijk was. Alle aandelen zijn in handen van de Russische overheid.
Voor de civiele markt produceert het zee- en binnenvaartschepen, boor- en productieplatformen voor de energiesector en ijsklasse schepen voor het Noordelijke IJszee. De marineschepen, waaronder onderzeeboten, worden vooral geleverd aan de Russische marine maar ook geëxporteerd. De omzet van het bedrijf bedroeg in 2016 467 miljoen euro.

## Joint venture in Finland
In 2010 vormden STX Finland en OSK een joint venture gespecialiseerd op het gebied van ijsklasseschepen, waaronder ijsbrekers. Beide bedrijven nemen een 50% aandelenbelang in Arctech Helsinki Shipyard Oy. Deze maatschappij neemt de scheepswerf in Helsinki over van STX Finland. STX Finland is onderdeel van de Zuid-Koreaanse industriële groep STX en deze chaebol telt 54.000 werknemers wereldwijd. Finland heeft over een lange periode in totaal zo’n 1.500 schepen geleverd aan Rusland. Verder komen ongeveer 60% van alle ijsbrekers van Finse werven waaronder veel conventionele ijsbrekers die onder de Russische vlag varen. Ultimo 2013 werd bekend dat USC alle aandelen in Arctech Helsinki Shipyard zal overnemen voor een bedrag van 20 miljoen euro.

## Trivia

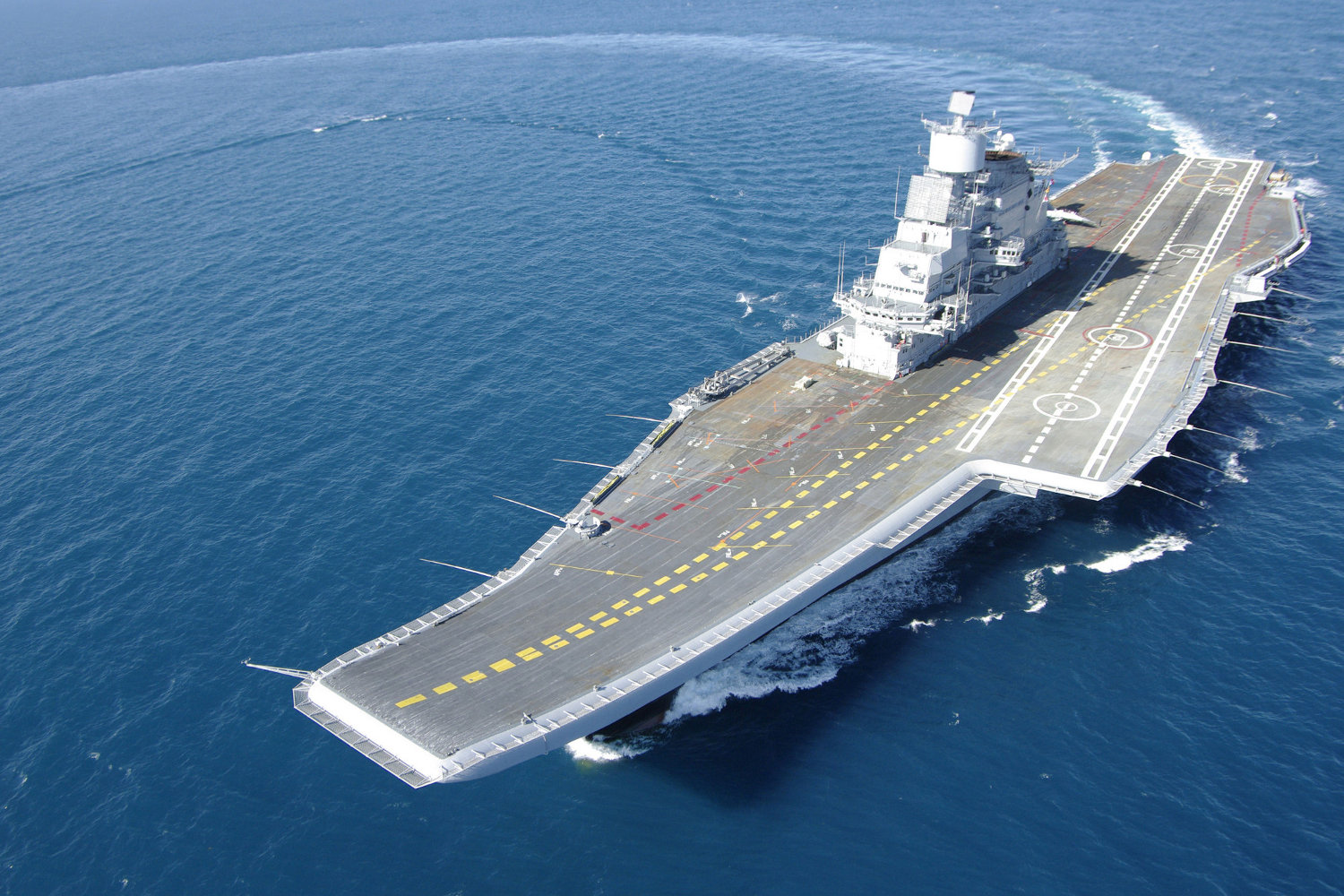
testvaart INS Vikramaditya

- In november 2013 werd het Indiase vliegdekschip INS Vikramaditya opgeleverd. Het schip was ingrijpend verbouwd op de scheepswerf van Sevmasj (onderdeel van OSK) in Severodvinsk aan de Witte Zee.[4] Het 44.500 ton metende schip was vlak voor het uiteenvallen van de Sovjet-Unie gebouwd en heeft gevaren onder de naam Admiral Gorshkov. In 2004 kocht India het schip.[4] Na een verbouwing van 52 maanden zou het in 2009 worden opgeleverd, maar het is uiteindelijk pas eind 2013 aan de Indiase marine overgedragen.
- Eind 2013 is de Baltische Scheepswerf te Sint-Petersburg begonnen met de bouw van de grootste en sterkste atoomijsbreker.[5] Het nieuwe schip, waarvan nog geen naam bekend is gemaakt, krijgt twee nucleaire reactoren met een totaal vermogen van 60 MW. Het wordt 173 meter lang en 34 meter breed, dit is 14 meter langer en 4 meter breder dan de huidige grootste ijsbreker, de 50 Let Pobedy. Deze laatste is op dezelfde werf gebouwd. Het bouwcontract heeft een waarde van circa 1,1 miljard euro. Als alles volgens plan verloopt komt het schip in 2017 in de vaart.